# Jean Filliol (homme politique)
Pour les articles homonymes, voir Jean Filliol et Filliol.
Jean Filliol, né le 11 septembre 1906 à Argentat (Corrèze) et mort le 5 septembre 1981 à Tulle (Corrèze), est un diplomate et homme politique français.

## Biographie
Après des études menées à Paris, qui le conduisent à une licence de Lettres et une diplôme d'études supérieure de philosophie, il devient professeur au lycée Chaptal de Paris. Après son échec à l'agrégation, en 1932, il se réoriente et suit les cours de l'Institut des hautes études internationales. En 1934, il est lauréat du concours d'attaché de consulat et est nommé au consulat de France à Londres. Accédant aux fonctions de vice-consul, il est ensuite nommé quelques semaines avant le déclenchement de la seconde guerre mondiale, comme vice-consul à Copenhague.
Envoyé à Helsinki, dans les mêmes fonctions, en avril 1940, il refuse la capitulation et s'engage dès le 19 juin dans les Forces Françaises Libres.
Radié des cadres par le régime de Vichy, il est à partir de décembre 1940 conseiller auprès de la délégation de la France Libre pour le Moyen-Orient, au Caire.
Il occupe cette fonction jusqu'à la Libération. Après un bref passage au ministère des Affaires étrangères comme sous-directeur de la direction Europe, il est nommé consul général à Shanghaï en septembre 1945, avant de retourner, avec les mêmes fonctions cette fois-ci en Egypte, à Alexandrie.
En 1950, il est nommé représentant de la France dans le territoire de Trieste. Accédant au grade de conseiller des affaires étrangères en janvier 1951, il devient en décembre secrétaire général du Haut commissariat de la République en Sarre, avant d'occuper les fonctions de conseiller d'Ambassade auprès de Gilbert Grandval, à Sarrebrück.
Poursuivant sa carrière, il est nommé ministre plénipotentiaire, exerce les fonctions d'ambassadeur à Djeddah en 1954, puis haut-commissaire adjoint au Sud-Vietnam en février 1955.
Revenu en France, il travaille à partir de 1956 au ministère, et prend la direction du service du chiffre et des transmissions en 1957.
C'est le retour de Charles de Gaulle au pouvoir qui l'incite à s'engager en politique. Candidat de l'UNR dans la deuxième circonscription de Corrèze en 1958, il se présente contre le sortant communiste Jean Goudoux, qui arrive en tête du premier tour. Du fait d'un triangulaire, Filliol est cependant élu au second tour, avec 49,7 % des voix.
Député assez peu actif, sauf lorsqu'il s'agit de défendre les victimes des inondations de la Corrèze à l'automne 1960, il vote dans le sens de la politique gouvernementale.
Cette discrétion s'explique par son état de santé, qui s'est dégradé, et c'est cela aussi qui explique qu'il ne se représente pas en 1962, laissant Jean Charbonnel porter les couleurs de l'UNR.

## Détail des fonctions et des mandats
Mandat parlementaire
- 30 novembre 1958 - 9 octobre 1962 : Député de la Corrèze